# بانوی قصر
بانوی قصر (عربی: سيدة القصر) یک فیلم به کارگردانی کمال الشیخ است که در سال ۱۹۵۸ منتشر شد. از بازیگران آن می‌توان به فاتن حمامه و عمر شریف اشاره کرد.